# Schizachyrium brevifolium
Schizachyrium brevifolium är en gräsart som först beskrevs av Olof Swartz, och fick sitt nu gällande namn av Lodewijk Hendrik Buse. Schizachyrium brevifolium ingår i släktet Schizachyrium och familjen gräs. Inga underarter finns listade i Catalogue of Life.